# Petalifera qingdaonensis
Petalifera qingdaonensis is een slakkensoort uit de familie van de Aplysiidae. De wetenschappelijke naam van de soort is voor het eerst geldig gepubliceerd in 1990 door Lin.